# Marcel Jouhandeau
Marcel Henri Paul Jouhandeau (Guéret, 26 de Julho de 1888 - Rueil-Malmaison, 7 de Abril de 1979) foi um romancista, novelista, ensaísta e autor de memórias autobiográficas francês. Durante trinta e sete anos, foi também professor de letras num colégio privado religioso em Paris. Na sua vida e obra tentou conciliar a sua profunda fé cristã e a vivência, muitas vezes atormentada, mas sempre ardente da sua homossexualidade.

## Biografia
Nascido no seio de uma família de comerciantes de Guéret. O pai, dono de um talho, intimida-o com a sua beleza e a sua força. A família materna tem o dom natural da palavra. Vive com os pais, mas até aos nove anos de idade Jouhandeau é muito cuidado por uma sua tia, Alexandrine. Na sua obra De l'abjection, escreve sobre as suas primeiras experiências sexuais em criança, sublinhada já pela singularidade. Aos oito anos, é seduzido por um jovem empregado do talho, que se lhe exibe em segredo todo nu, deixando-o fascinado pela revelação de tais mistérios. Aos dez ou onze anos, outro miúdo inicia-o na masturbação e a prática continua mais tarde com outros rapazes. Aos quinze anos, ao assistir ao enterro de um amigo do pai, apaixona-se loucamente por outro jovem, filho do morto. A impossibilidade de concretizar esse amor, reprimido pelos conselhos da sua amiga Jeanne Martin (antiga noviça nas Carmelitas de Limoges), deixa-o num profundo desespero, e tenta suicidar-se em vão, bebendo um frasco de perfume. Ultrapassada a crise, propõe-se uma de duas coisas: unir-se a uma rapariga que viesse a ser sua mulher ou entregar-se exclusivamente a Deus. Ambos os projectos falhariam, submergidos por pulsões mais profundas, irreprimíveis.
Marcel Jouhandeau, alto, esguio, o porte aristocrático, ágil e elegante, marcado no rosto pela cicatriz de uma pequena malformação (lábio leporino), desde muito cedo – sob a influência de Jeanne Martin – abraça um catolicismo místico e espera ingressar num seminário. Em Setembro de 1908 vai estudar para Paris, no liceu Henri IV e depois na Faculdade de Letras. Escreve então os seus primeiros contos. A partir de Janeiro de 1913, torna-se professor de latim, grego e francês do primeiro ano do ciclo preparatório (sixième) no colégio privado (e muito católico) de Saint-Jean de Passy, onde permanecerá até se reformar aos 61 anos, em Julho de 1949, venerado pelos alunos.
A sua forte natureza homossexual entra desde logo em conflito com a sua fé católica e durante toda a vida oscilará entre a celebração do amor viril e a vivência mortificada da sua sexualidade a um ponto tal que, em Fevereiro de 1914, num ímpeto místico, Jouhandeau queima todos os seus manuscritos e tenta suicidar-se. Passada a crise, regressa à escrita, aconselhado pelo amigo Léon Laveine. Escreve aquilo a que chama contos, crónicas inspiradas pela sua cidade natal Guéret, a que dá o nome fictício de Chaminadour.
Durante a Primeira Guerra Mundial, é destacado para o serviço auxiliar e afectado na retaguarda como secretário em Guéret. Publica La Jeunesse de Théophile em 1921 e em 1924 Les Pincengrain. Estes textos desencadeiam uma enorme animosidade dos guéretenses contra o autor. Na esperança de enganar o “vício”, casa-se aos quarenta anos, a 4 de Junho de 1929, com Élisabeth Toulemont, uma antiga dançarina e semi-mundana, algo excêntrica, que actuava sob o nome de Caryathis, e que figura na obra de Jouhandeau sob o nome de Élise. Amiga de Jean Cocteau e de Max Jacob, tinha sido amante do encenador Charles Dullin. Élise tenta, em vão, livrar o marido da avassaladora atracção que este sente por homens novos («Tenho horror à pederastia e as crianças só me inspiram respeito. Sou homossexual e gosto dos jovens a partir dos dezoito anos. Estou apaixonado pelo Adão de Miguel Ângelo, é a majestade do corpo do homem que me perturba», dirá em La vie comme une fête). Ao longo da década de 1930, esta levará a melhor, impondo-se definitivamente até ao final da sua vida, para grande desgosto da martirizada mas sempre indefectível Élise (que também escreverá uma autobiografia). Até ao fim da vida, o casal digladiara apaixonadamente, peripécias que alimentarão o enredo de vários livros de Jouhandeau (Chroniques maritales, Scènes de la vie conjugale, entre outros). Élise dirá do marido que era o diabo em pessoa, mas outrotanto dirá ele dela, acusando-a, entre outras coisas, de o ter espoliado ingratamente.
Falou abertamente da sua homossexualidade em várias das suas obras como L'Amateur d'imprudences, De l' abjéction, Chronique d’une passion, Du pur amour e muito explicitamente na trilogia Écrits secrets (Tirésias, Carnets de Don Juan e Le voyage secret). Os Jouhandeau moram em Paris, perto da porta Maillot. Os seus livros são publicados pelas Éditions Gallimard (sete títulos saídos sob a chancela da editora Grasset, depois de uma desavença com Gaston Gallimard).
De 1936 a 1941, escreve quatro artigos anti-semitas dos quais três serão reunidos num folheto, Le Péril juif, editado por Sorlot (s.d.). Em 1941, participa no «Congresso de Weimar» (organizado por Goebbels) a convite de Gerhardt Heller. Partem também com ele Abel Bonnard, Drieu La Rochelle, Robert Brasillach, Alfred Fabre-Luce, Jacques Chardonne, André Fraigneau, Ramon Fernandez. Em Dezembro de 1941, Jouhandeau publica Témoignage, um artigo curto onde exprime a sua admiração pela Alemanha, na Nouvelle Revue Française de Drieu. E é tudo. Depois da Libertação, o seu processo será arquivado, sem consequências. Nos seus Journaliers, longa crónica em vinte e oito volumes, voltará várias vezes a esse período da sua obra.
Em 1949, os Jouhandeau recolhem em sua casa uma jovem, Céline. A sua educação será um falhanço. No Verão de 1962, Céline casa-se, mas em Dezembro do mesmo ano dará à luz uma criança, Marc, fruto de uma outra relação. O marido acabará por rejeitar a criança, e em 1967, os Jouhandeau adoptarão o rapaz.
Élise morre em 1971, pelo que diz Jouhandeau, na sequência de um ataque de fúria. Quase cego, Jouhandeau deixa de ler e de escrever em 1974. Numa das suas últimas entrevistas, a Bernard Pivot, diz que aos oitenta anos ainda tinha relações homossexuais, e que o desejo se mantinha vivo. Consagra os seus últimos anos ao seu filho adoptivo Marc, e em 1979 morre de cancro do estômago, em Rueil-Malmaison, onde vivia desde 1960.

## Obras
- La Jeunesse de Théophile (1921)
- Les Pincengrain (1924)
- Les Térébinthe (1926)
- Prudence Hautechaume (1927)
- Monsieur Godeau intime (1926)
- Astaroth (1929)
- Éloge de l’imprudence (1931)
- L’Amateur d’imprudences (1932)
- Monsieur Godeau marié (1933)
- Chaminadour (1934-1941)
- Algèbre des valeurs morales (1935)
- Le Péril juif (1937)
- Chroniques maritales (1938)
- De l’abjection (1939)
- Essai sur moi-même (1947)
- Scènes de la vie conjugale (1948)
- Mémorial (1948)
- La Faute plutôt que le scandale (1949)
- Chronique d’une passion (1949)
- Élise architecte (1951)
- Éloge de la volupté (1951)
- Dernières années et mort de Véronique (1953)
- Contes d’enfer (1955)
- Éléments pour une éthique (1955)
- Léonora ou les dangers de la vertu (1955)
- Réflexions sur la vieillesse et la mort (1956)
- Carnets de l’écrivain (1957)
- L’École des filles (1960)
- Journaliers (1961–1978)
- Les Instantanés de la mémoire (1962)
- Trois crimes rituels (1962)
- Le Parricide imaginaire (1967)
- Du pur amour (1970)
- Écrits secrets : Tirésias (1954), Carnets de Don Juan, Le Voyage secret (1988)

Journaliers
- Journaliers - Journaliers t. 1, 1957-1959
- Les instantanés de la mémoire - Journaliers t. 2, 1959
- Littérature confidentielle - Journaliers t. 3 , 1959
- Que tout n'est qu'allusion - Journaliers t. 4, 1960
- Le bien du mal - Journaliers t. 5, 1960
- Être inimitable - Journaliers t. 6, 1960
- La malmaison - Journaliers t. 7, 1960-1961
- Que la vie est une fête - Journaliers t. 8, 1961
- Que l'amour est un - Journaliers t. 9, 1961
- Le gourdin d'Élise - Journaliers t. 10, 1962
- La vertu dépaysée - Journaliers t. 11, 1962
- Nouveau testament - Journaliers t. 12, 1963
- Magnificat - Journaliers t. 13, 1963
- La possession - Journaliers t. 14, 1963
- Confrontation avec la poussière - Journaliers t. 15, 1963-1964
- Aux cent actes divers - Journaliers t. 16, 1964
- Gémonies - Journaliers t. 17, 1964
- Paulo minus ab angelis - Journaliers t. 18, 1964-1965
- Un second soleil - Journaliers t. 19, 1965
- Jeux de miroirs - Journaliers t. 20, 1965-1966
- Orfèvre et sorcier - Journaliers t. 21, 1966-1967
- Parousie - Journaliers t. 22, 1967-1968
- Souffrir et être méprisé - Journaliers t. 23, 1968-1969
- Une gifle de bonheur - Journaliers t. 24, 1969-1970
- La mort d'Élise - Journaliers t. 25, 1970-1971
- Nunc dimittis - Journaliers t. 26 ,1971-1972
- Du singulier à l'éternel - Journaliers t. 27, 1972-1973
- Dans l'épouvante le sourire aux lèvres - Journaliers t. 28, 1973-1974

Dois livros de Marcel Jouhandeau, Éléments pour une éthique et Éloge de l’imprudence, foram reeditados pelas Éditions Noé em 2006.